# Kang Seong-jin
Kang Seong-jin (en coréen : 강성진), né le 26 mars 2003 à Séoul en Corée du Sud, est un footballeur international sud-coréen évoluant au poste d'ailier droit au FC Séoul.

## Biographie

### En club
Né à Séoul en Corée du Sud, Kang Seong-jin est formé par le FC Séoul. Il joue son premier match en professionnel le 10 mars 2021, lors d'une rencontre de K League 1, face au Seongnam FC. Il est titularisé au poste d'ailier droit, et son équipe s'incline par un but à zéro. Avec cette apparition il devient le plus jeune joueur de l'histoire du championnat sud-coréen, à 17 ans, 11 mois et 12 jours. Il bat ainsi le record jusqu'ici détenu par Oh Hyun-gyu, qui avait fait ses débuts à 18 ans et 14 jours le 26 avril 2019.
Il inscrit son premier but en professionnel le 3 novembre 2021, face au Gwangju FC. Il est titularisé et son équipe l'emporte par quatre buts à trois.

### En sélection
Kang Seong-jin représente l'équipe de Corée du Sud des moins de 19 ans. Il joue au total trois matchs avec cette sélection, tous en 2022, et marque un but.
Le 20 juillet 2022, Kang Seong-jin honore sa première sélection avec l'équipe de Corée du Sud contre la Chine. Il entre en jeu à la place de Um Won-sang et son équipe s'impose par trois buts à zéro. Titularisé contre Hong Kong quatre jours plus tard, le jeune joueur de 19 se fait remarquer en inscrivant ses deux premiers buts, contribuant à la victoire de son équipe par trois buts à zéro,.